# Las Extremaduras
Las Extremaduras (Estremaduras) es el término utilizado para referirse a dos entidades territoriales que comprendían un amplio espacio histórico conocido como Extremadura (siglos XI-XII), correspondientes a las regiones de la Extremadura leonesa del Reino de León y a la Extremadura castellana del Reino de Castilla; integrándose sendos territorios con la unión de ambos reinos en 1230. 
Con la creación de la Provincia de Extremadura (con las Cortes de Toro de 1371, recuperando jurídicamente su independencia en 1653), y la disolución administrativa de la denominada Extremadura castellana, surgirá el precedente institucional de la actual Comunidad Autónoma de Extremadura (España), retomando el topónimo y la memoria de las antiguas Extremaduras, con orígenes como entidad territorial en el siglo XII.
En historiografía se utiliza el término de las Extremaduras históricas para referirse a uno de los ejes geopolíticos de la historia medieval peninsular que se desplegó desde Portugal hasta Aragón, pasando por León y Castilla; haciendo referencia a diferentes espacios dentro de los territorios de frontera.

## Toponimia
Sobre los orígenes del nombre de Extremadura hay varias hipótesis:
- El nombre de Extremadura deriva del latín Extrema Durii[2] ('Extremos del Duero', o más bien 'en el otro extremo' del Duero, haciendo referencia a su posición al sur de este río), con el que se designaban los territorios situados al sur de la cuenca del río Duero (y sus afluentes). Según Luis A. García Moreno el nombre de extrema Durii comenzó a usarse tras la estratégica victoria de Simancas, que permitió al rey Ramiro II de León asegurar la línea defensiva del río Duero, para referirse al glacis defensivo comprendido entre el río y la cordillera del Sistema Central. Así mientras el rey Ramiro se ocupaba de repoblar la zona occidental (Salamanca, Ledesma y otros lugares) el conde castellano Fernán González repoblaba en la zona oriental la antigua fortaleza romana de Sepúlveda.[3]
- El vocablo Extremadura se usaba, en general, durante la Reconquista para denominar a las tierras situadas en los «extremos»,[4] la frontera, de los reinos cristianos del norte (en particular, de los reinos de León y Castilla) con Al-Ándalus. Así, Extremadura es el nombre que reciben las tierras de frontera de Castilla, en torno a la actual provincia de Soria (recordemos que el escudo de su capital dice Soria pura cabeza de Estremadura): se trataría de la Extremadura castellana; y Extremadura es el nombre que reciben también los territorios «extremos», más alejados y en primera línea de defensa frente al enemigo islámico durante la Reconquista, del Reino de León, que ocuparía inicialmente buena parte de la actual provincia de Cáceres, para extenderse hacia el sur tras la conquista del Reino Taifa de Badajoz: se trataría ésta, pues, sensu stricto, de la Extremadura leonesa.

## Zonas

Prolongación de la Extremadura leonesa.

### Extremadura leonesa
Región del Reino de León surgida en el siglo XII. En las Cortes de Benavente de 1202 dividieron el Reino de León en cuatro regiones (León, Galicia, Asturias y Extremadura leonesa), aunque en las intitulaciones reales también aparecía como "Rey de las Estremaduras". En 1258 incluía los concejos de Badajoz, Cáceres, Ciudad Rodrigo, Galisteo, Granadilla, Jerez de los Caballeros, Montemayor y Salvatierra cerca de Alba (Salvatierra de Tormes): prácticamente vendría a ser las actuales provincias de Salamanca, Cáceres y Badajoz.

### Extremaduras de Castilla
Región del Reino de Castilla, conocida como Extremadura, Extremaduras o Extremaduras de Castilla que comprendía un amplio territorio, abarcando desde el río Ebro hasta el Sistema Central. Esta zona incluía 40 comunidades de villa y tierra, las vicarías de Serón y Monteagudo y las villas episcopales de las mitras de Osma, Segovia y Ávila. Además pertenecían a la región los territorios de los obispados de Ávila, Segovia, Sigüenza y Plasencia, situados al sur del sistema Central.

## Otras Extremaduras fuera de esta área

### Extremadura portuguesa
Histórica región en el centro-oeste de Portugal. Formaba parte, en principio, de la Extremadura leonesa.

### Extremadura aragonesa
Zona de Aragón utilizada en Calatayud, Daroca, Teruel y Albarracín -localidades con fuero. A veces se extiende la denominación a otras zonas más orientales, como el Bajo Aragón histórico y el Maestrazgo. Con el nombre de la Extremadura aragonesa y castellana, utilizado habitualmente para designar al conjunto de ambas Extremaduras, podría denominarse también el espacio fronterizo disputado entre ambos reinos (zonas de Soria y el Moncayo, el valle del río Jalón (Santa María de Huerta), Molina de Aragón, etc.). 
La Extremadura catalana, no es de uso historiográfico, ya que se tiende a usar más la denominada Tierra Nueva Catalana o Cataluña Nueva. Se tiende a incluir dentro de la Extremadura aragonesa.

### Extremadura navarra
La expresión Extremadura navarra tiene un uso más amplio, habitualmente para referirse a una Extremadura navarra y castellana en el sentido de las tierras fronterizas disputadas entre el reino de Navarra y el reino de Castilla (Rioja y los territorios vascos), aunque también la zona del valle del Ebro correspondiente a Tudela; o a una Extremadura navarra y aragonesa (Erri Berri o Tierra Nueva) correspondiente a las Cinco Villas del reino de Aragón.

### Nueva Extremadura
Nueva Extremadura fue el nombre que se dio a varias zonas de la América Española.

## Relación con la transhumancia
Se ha señalado la especial relación de esta zona con una actividad económica característica y determinante: la transhumancia de la cabaña ovina. La continuidad de la asociación entre Extremadura y la invernada de los ganados se mantiene, por ejemplo, en la canción popular Ya se van los pastores a la Extremadura / ya se queda la Sierra triste y oscura... (procedente de la Sierra de Cameros, en la actual Comunidad de La Rioja).